# Mastrus oshimensis
Mastrus oshimensis là một loài tò vò trong họ Ichneumonidae.